# Pachychernes robustus
Pachychernes robustus är en spindeldjursart som först beskrevs av Luigi Balzan 1888.  Pachychernes robustus ingår i släktet Pachychernes och familjen blindklokrypare. Inga underarter finns listade i Catalogue of Life.